# Partido Democrático Serbio (Croacia)
El Partido Democrático Serbio ((en croata) Srpska Demokratska Stranka, SDS, (en serbio) Српска демократска Странка, СДС) fue un partido político de Croacia cuyo principal apoyo provenía de los serbios de Croacia. Estos crearon la República Serbia de Krajina, cuya existencia se prolongó desde el año 1990 hasta el año 1995.

## Historia

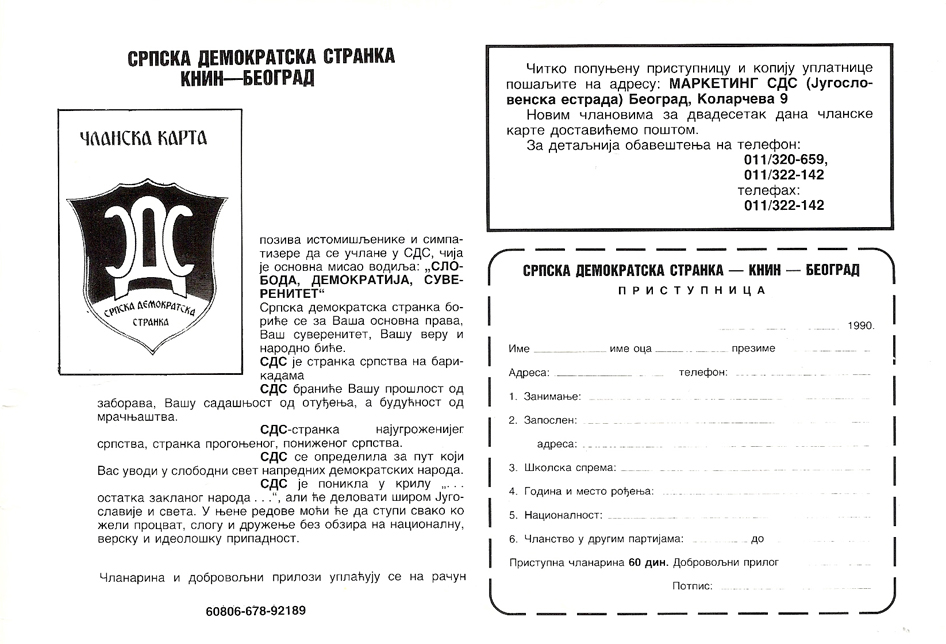

El SDS fue fundado en la República Socialista de Croacia el 17 de febrero de 1990, organizado por Jovan Raskovic en 1990, con la estela del parlamentarismo democrático entrante y el renacimiento del nacionalismo en Yugoslavia. La Unión Democrática Croata deseaba reunir a los croatas, mientras que el objetivo del SDS eran los serbios de Croacia. El partido hermano fue fundado en la vecina Bosnia y Herzegovina, que se hizo cargo de la misma iniciativa, mientras que las minorías hermanas de las poblaciones de Serbia y Montenegro, donde el socialismo era todavía fuerte, nunca llegaron a ser prominentes.
El SDS participó en las primeras elecciones democráticas en Croacia en abril y mayo de 1990, logrando un 1,55% de los votos en la primera vuelta, y el 2% en la segunda ronda, consiguiendo cinco escaños en el parlamento, donde ejercía como oposición. En ese momento, Franjo Tuđman, consideraba al SDS como el principal representante de los serbios en Croacia. Ellos fueron los más explícitos del partido a nivel nacional inclinado a crear un partido serbio en Croacia, a pesar de que su éxito electoral no coincidía con la proporción de la población serbia en Croacia, en ese momento el 12,2% de la población total.
El principal objetivo confeso de la SDS era el de proteger a la población serbia, que se calculaba en peligro de extinción, a raíz de que la nueva Constitución de Croacia cambio el estado de los serbios de una nación constituyente a una minoría. El 6 de julio de 1990, Milan Babić convocó a una reunión de representantes de municipios de población serbia, donde se rechazó la reforma constitucional impidiendo tales asociaciones municipales, introducir símbolos exclusivamente croatas, y cambiar el nombre de la lengua hablada en Croacia (hrvatskosrpski Croato-serbia o  Hrvatski en  croata). El SDS también respondió al deseo de la Unión Democrática Croata (HDZ) de una Croacia independiente, que deseaban permanecer en el mismo país que la mayoría de los serbios.
A principios de 1990, su popularidad creció junto con los informes de duras discriminaciones de la población serbia en Croacia por el régimen de Franjo Tudjman. También se recibieron informes de opresión hacia los serbios, así como de una campaña de medios dirigida por Belgrado, que retrataba a los serbios de Croacia, como seres amenazados por la mayoría de los croatas. Esto fue causa de intensas emigraciones.
Más tarde, la derecha, y la corriente nacionalista del partido, ganaron la consideración de que los serbios no podían vivir con los croatas en una organización independiente de Croacia y Raskovic salió de Croacia, junto con sus partidarios. Milan Babić se hizo cargo de la dirección del partido y se convirtió en una parte fundamental en la organización de eventos relacionados con la desintegración de Yugoslavia en territorio croata.
En julio de 1990, Babic, y otros, organizaron y participaron en una asamblea en Serbia en, donde se aprobó una "Declaración sobre la soberanía y autonomía de la nación serbia" en Croacia formando un Consejo Nacional de Serbia como órgano ejecutivo de la asamblea. El Consejo decidió celebrar un referéndum sobre la autonomía y la soberanía de los serbios en Croacia. Se llevó a cabo a finales de agosto, pero el gobierno croata lo declaró ilegal, por lo que se llevó a cabo sólo en los asentamientos de mayoría serbia, donde la votación fue del 97,7% a favor. Al mismo tiempo, Milan Martić comenzó a distribuir armas a la población serbia y comenzó a levantar barricadas en Knin lo que marcó el inicio de la Revolución de los troncos.
En diciembre de 1990, se formó la SAO Krajina. En abril de 1991, el partido decidió separarse de su territorio de la República de Croacia, convenciendo a la minoría serbia a boicotear el referéndum sobre la independencia de Croacia del 19 de mayo de 1991, con la consigna de que era ilegal. En cambio, el SDS organizó su propio referéndum la semana anterior, (12 de mayo), en la que decidió quedarse en Yugoslavia. El referéndum a su vez fue reconocido por el gobierno croata.
La guerra de la Independencia croata, que se intensificó en 1991, fue la culminación del odio étnico entre croatas y serbios. Posteriormente el SDS se hizo cargo de la ruptura de la autoproclamda República de la Krajina Serbia, fundada con un poco más del 30% del territorio croata bajo control serbio. Después de que Croacia se apoderase de la mayor parte de la Eslavonia occidental a principios de la guerra, (Operación Otkos - 10 y  Operación Orkan - 91), el territorio controlado por el RSK, y, por extensión, SDS, se estabilizó en enero de 1992.
El partido político tuvo que lidiar con problemas cada vez mayores, incluyendo la quiebra económica, las altas tasas de desempleo y numerosos refugiados del resto de Croacia. La llegada de fuerzas de paz internacionales (UNPROFOR) y el posterior protectorado de las Naciones Unidas ayudó mucho la situación, pero ocasionalmente los golpes y huidas de los ataques de las fuerzas croatas; ( Miljevci, Dubrovnik interior, Peruca ,  Maslenica,  Medak,  Dinara) en gran medida agotaron a la entidad. Las divisiones internas del partido sobre el futuro del RSK desestabilizaron aún más el partido político.
Cuando el RSK fue expulsado de la denominada Operación Tormenta en 1995, el partido dejó de existir. Algunos de sus líderes han sido, y están acusados, por el Tribunal Penal Internacional para la ex Yugoslavia, d los crímenes cometidos contra los croatas en la guerra, sobre todo su líder Milan Babić, que se declaró culpable.